# 土田俊郎
土田 俊郎（つちだ としろう、1964年 - ）は、日本のゲームデザイナーである。ジークラフト代表取締役。

## 経歴
愛知県半田市出身。愛知県立横須賀高等学校を経て、立命館大学卒業。メサイヤ在籍時代に『重装機兵ヴァルケン』を手がけ、94年に独立しゲーム会社ジークラフトを設立。
『フロントミッション』や『アークザラッド』といった企画を持ち込み、その実績から当時のスクウェアソフトに編入された。シミュレーションRPGで培った手堅い技術を生かし、『フロントミッションオンライン』や『ファイナルファンタジーX』のシステム構築にも関わっている。スクウェア・エニックス第6開発事業部の部長として『ファイナルファンタジーXIII』（バトルディレクター）に関わった後、2011年2月28日付で同社を退社。同年3月、グリーに入社。
2014年からはグリーを退社し、ジークラフトを再始動させた。

## システムデザイナーとして
スタッフからインタビューで何度も絶賛されるなど、ゲームシステムにおける合理的な理論構築にとても高い評価がある。ゲームは攻略する事が楽しいはずという持論を追求し、楽しさのためなら不必要と判断した従来の常識を容赦なく切り捨ててしまう合理的思考の持ち主である。以下は彼の切り捨てた常識と新たなシステム案である。
- FFX カウントタイムバトル （廃止：アクティブタイムバトル）

戦闘がリアルタイムだとプレイヤーが焦って戦略を立てようとしない事を憂慮した行動速度反映型のターンバトル。
- FFX ボード育成システム（廃止：レベルアップ制度・装備の攻撃力と防御力）

FFシリーズ伝統である”作品毎に違うシステム”を使おうとせず、装備やレベルだけを上げてしまうユーザーに、システムの使用を強制する事で理解させようと各要素を統合したアイデア。これは伊藤裕之が担当したFFVIIIの育成システムが本人も認める不親切設計だった事に対する回答で、伊藤本人が以降の作品は新システムを控えめにしようと自粛した反対を行く決断であった。
- FFXIII シームレスシンボルエンカウントバトル（廃止：フリーラン・オートアタック）

FFXI・FFXIIがシームレスリアルタイムバトルを採用した際、密度が高いバトルを人間の処理速度では疲労度的に維持・管理仕切れず一部オート化したが、たたかうを３回選ぶなど複数のコマンドをまとめて入力する事でプレイヤーが介入しつつ鑑賞できるようにした。
- FFXIII ATBバー・戦闘評価（廃止：MP）

「MPが減ったら回復させる」という常識が作業と化していたMPの概念を廃止し、キャラクターの行動ゲージ内でいくらでも技や魔法を使えるようにしたアイデア。これは過去のFFシリーズにおいて回復手段が非常に多く、戦闘終了後に回復する事が作業にしかなっていなかった設計に影響を受けている。(ただし、従来のMP管理と言う戦略性が失われてしまっている。)使い放題ではあるが、評価ポイントという新ルールがあり、大味なプレイばかりして戦略的なコマンドを選ばないと成長に関わるポイントが貰えない仕組みになっている。

## 代表作
メサイヤ時代
- 重装機兵ヴァルケン：プロデューサー
- 超兄貴：プロデューサー

ジークラフト時代
- フロントミッション：プロデューサー
- アークザラッド：プロデューサー
- アークザラッドII：プロデューサー
- フロントミッションセカンド：ディレクター

スクウェア時代
- フロントミッションサード：ディレクター
- ファイナルファンタジーX：バトルディレクター
- ファイナルファンタジーXI：ボスモンスターAI

スクウェアエニックス時代
- フロントミッションザ・ファースト：プロデューサー&USN編シナリオ
- フロントミッションフォース：プロデューサー&ディレクター
- フロントミッションオンライン：総指揮
- フロントミッションフィフス：プロデューサー
- 聖剣伝説4：プランニングアドバイザー
- 小さな王様と約束の国 ファイナルファンタジー・クリスタルクロニクル：プロデューサー
- ファイナルファンタジーXIII：バトルディレクター

グリー時代
- ドラゴンアーク：プロデューサー
- サーガ・オブ・ファンタズマ：クリエイティブ・ディレクター

ジークラフト（再始動）時代
- V.D.－バニッシュメント・デイ－：プロデューサー
- アークザラッドR：製作総指揮
- FANTASIAN：ゲームデザイン
- Muv-Luv Tactics カーリダーサの悪夢：ゲームデザイン原案、スーパーバイザー[4]